# Azadeh Tabazadeh
Azadeh Tabazadeh es una geofísica y escritora iraní, conocida por su trabajo en la ciencia atmosférica, especialmente en el estudio de la influencia humana en la formación del agujero de la capa de ozono.

## Biografía
Tabazadeh creció en Teherán, Irán, hija de Modjtaba, ingeniero civil, y Azar. En 1973, cuando tenía ocho años, su tío le regaló un juego de química. También leyó las memorias de Marie Curie que le mostraron por primera vez que las mujeres pueden ser científicas exitosas. Ella cita estos episodios como momentos clave en el desarrollo de su pasión por la ciencia.
Tabazadeh tenía catorce años cuando el ayatolá Jomeini derrocó a Shah Reza Pahlavi en Irán e implementó la ley Sharia en 1979. En 1982, tras el inicio de la Guerra entre Irán e Irak, Tabazadeh convenció a sus padres de que la dejaran irse al extranjero para poder dedicarse a la ciencia sin las restricciones impuestas por el gobierno ayatolá. Sus padres enviaron a la entonces joven de diecisiete años y a su hermano, Afshan, fuera del país: a Karachi, Londres, Madrid y, finalmente, Los Ángeles, California. Sus padres y su hermana menor permanecieron el Irán.
Después de llegar a los Estados Unidos, Tabazadeh vivió en Mountain View con una amiga de su madre y se dedicó a estudiar inglés. Más tarde asistió a la Universidad de California en Los Ángeles y obtuvo una licenciatura y una maestría en Química. Continuó sus estudios de postgrado en UCLA para y completó un doctorado en Fisicoquímica en 1994. Después de terminar su doctorado, Tabazadeh se trabajó en el Centro de Investigación Ames de la NASA.
En 2004, Tabazadeh obtuvo un puesto de profesora visitante en la Universidad de Stanford. Dejó Stanford en 2011 para escribir The Sky Detective, un libro sobre sus primeros años en Irán.

## Investigación
Durante su doctorado en la Universidad de California en Los Ángeles, Tabazadeh descubrió que gran parte del cloro procediente de las erupciones volcánicas  precipitaba antes de llegar a la estratosfera. Esto implicaba que la actividad humana constituía la principal contribución a los niveles de cloro en la atmósfera superior. Su trabajo fue vital para poner fin a 20 años de debate en torno a este tema y sustanció las medidas adoptadas en el Protocolo de Montreal para reducir las emisiones de cloro. 
Durante esta época también investigó el motivo de que la atmósfera antártica estuviera más afectada por el agujero de la capa de ozono que el Ártico. y concluyó que la temperatura más fría de la estratosfera antártica daba lugar a ciertas reacciones que conducían a la pérdida de ozono; este no fue el caso en la estratosfera ártica más cálida. Una predicción derivada de este trabajo es que el aumento de las temperaturas de la superficie de la Tierra y la consiguiente disminución de las temperaturas estratosféricas, podría conducir a un mayor agotamiento del ozono. Tabazadeh estuvo así entre los primeros científicos en establecer el vínculo entre el agujero de ozono y el calentamiento global.
Sus contribuciones fueron reconocidas por la NASA que decidió financiar en parte sus tasas de matrícula y le ofreció un puesto en  el Centro de Investigación Ames, donde continuó estudiando las nubes estratosféricas polares y su papel en la química estratosférica. Su trabajo demostró que la desnitrificación en la estratosfera es un factor importante en la pérdida de ozono. También investigó la formación de hielo y la eliminación de ácido nítrico en la troposfera superior. 
Durante su etapa en la Universidad de Stanford, analizó el impacto atmosférico del uso de hidrógeno en lugar de combustibles fósiles como fuente de energía.

## Honores
Tabazadeh visitó la Casa Blanca en 1999 como ganadora del Premio Presidencial de Carrera Temprana para Científicos e Ingenieros bajo la administración Clinton. También recibió la Medalla James B. Macelwane de la Unión Americana de Geofísica en 2001 «por contribuciones significativas a las ciencias geofísicas por parte de jóvenes científicos de destacada habilidad».